# Aloina recurvipatula
Aloina recurvipatula är en bladmossart som beskrevs av Brotherus 1902. Aloina recurvipatula ingår i släktet toffelmossor, och familjen Pottiaceae. Inga underarter finns listade i Catalogue of Life.